# زیردریایی ویلیوچینسک (کی-۴۵۶)
زیردریایی ویلیوچینسک (کی-۴۵۶) (به انگلیسی: Russian submarine Vilyuchinsk (K-456)) یک زیردریایی است که طول آن 154.0 m می‌باشد. این زیردریایی  در سال ۱۹۹۱ ساخته شد.